# باولو مونتويا
باولو مونتويا (بالإسبانية: Paolo Montoya)‏ هو دراج كوستاريكي، ولد في 15 يونيو 1985 في سان خوسيه في كوستاريكا.

## وصلات خارجية
- باولو مونتويا على موقع أرشيف الدراجات (الإنجليزية)
- باولو مونتويا على موقع أوليمبيديا (الإنجليزية)